# Living Proof (альбом Шер)
Living Proof (укр. «Живий доказ») — 24-й студійний альбом американської співачки Шер. Вперше альбом був випущений під лейблом WEA 6 листопада 2001 року, у 2002 році він був поширений Warner Bros. Records у Північній Америці. Після комерційного успіху «Believe» (1998), у 2000 році Шер почала роботу над своїм двадцять четвертим студійним альбомом. Виконавчим продюсером альбому обрали Роба Дікінса, окрім цього, також були залучені такі продюсери, як Йохан Аберг, Кріс Кокс, Тоні Моран, Брюс Робертс, Вейн Родрігес, команда Stargate, Chicane, Рей Хеджес та Марк Тейлор. Музика альбому представлена стилями танцювальний поп, диско і хауз.
Після виходу «Living Proof» отримав змішані відгуки музичних критиків. Деякі з них хвалили альбом, кажучи, що він навіть краще, ніж «Believe», у той час як інші критикували надмірне використання автоналаштування («Auto-Tune») у вокалі Шер. У комерційному плані альбом не досяг такого успіху, як його попередник, дебютувавши на дев'ятій сходинці в американському чарті «Billboard 200» з продажами в перший тиждень 82 000 копій. У Європі він також був помірно прийнятий, наприклад, у Швеції він потрапив у «топ-30», а у Великій Британій у «топ-50», попри те, що він отримав золоті сертифікації Асоціації шведської звукозаписної індустрії (GLF) і Британської фонографічної індустрії (BPI). За оцінками, в усьому світі було продано понад мільйон копій «Living Proof».
До «Living Proof» вийшло шість синглів. «The Music's No Good Without You» вийшла як світовий провідний сингл альбому і зробила Шер одним з небагатьох виконавців, які потрапляли у «топ-10» хітів Великої Британії протягом п'яти десятиліть поспіль. «Song for The Lonely» стала американським провідним синглом, що посів першу сходинку в чарті США Dance Club Songs. Наступні сингли, «Alive Again», «A Different Kind of Love Song», «When the Money's Gone» і «Love One Another», не мали значного успіху в чартах. Щоб ще більше просунути альбом, Шер дала рекламні виступи на телебаченні і провела Living Proof: The Farewell Tour, який став найтривалішим концертним туром всіх часів в Північній Америці і одним з найкасовіших турів сольного виконавця, за оцінками, збори від нього склали 250 мільйонів доларів США.

## Передумови
Після комерційного успіху «Believe» (1998) наприкінці 2000 року Шер випустила свій двадцять третій студійний альбом «not.com.mercial». Альбом продавався суто в Інтернеті і мав «некомерційне» звучання, тому співачка не вважала його «офіційним» продовженням «Believe». У 2000 році Шер розпочала роботу над своїм 24-м студійним альбомом. У той час вона почала натякати публіці на альбом, називаючи його «сином „Believe“», тому що «саме так вона розрізняла його у своїй свідомості», і уточнила, що «якщо вам сподобався, „Believe“, то вам сподобається і новий, тому що новий такий веселий», називаючи його «таким приголомшливим». Шер прокоментувала одну з пісень, які вона розглядала для альбому під час його запису, сказавши, що вона «мало не вбила себе», танцюючи в душі.
Під час створення альбому Шер співпрацювала з декількома музикантами, включаючи Stargate, Chicane і попереднім співавтором Марком Тейлором. Вона казала, що їй пощастило, тому що для запису альбому їй випав шанс у вигляді «чудових пісень і відмінних продюсерів». Шер казала, що її улюбленою піснею, серед запланованих для альбому, була кавер-версія пісні «When the Money's Gone», написаної Брюсом Робертсом, заявивши, що вона «так ідеально підходить» для неї. «Мова йде про чоловіка, який [запитує свою кохану]: „якщо я втрачу всі свої гроші, чи будеш ти так само кохати мене, якщо нам доведеться їсти фаст-фуд з розбитої машини?“. Це такий танець. Це так весело. Це так гарно», — казала вона. Обкладинка альбому, знята Майклом Левіном, була опублікована на офіційному сайті Шер 8 жовтня 2001 року. На ній Шер зображена у «гладкій» світлій перуці, що контрастує з її повністю чорним середньовічним вбранням. Газета Dallas Morning News зазначила, що «навіть з задумливим виразом на її витончено підправленому і підтягнутому обличчі, вона привертає увагу».
У Сполучених Штатах перші випуски альбому на компакт-дисках містили оригінальні версії пісень «Song For The Lonely» і «A Different Kind of Love Song». У пізніших виданнях і цифрових релізах вони були замінені на більш радіо-орієнтовні версії.

## Музика і лірика
Міжнародна версія альбому «Living Proof» відкривається з пісні «The Music's No Good Without You», натхненної диско, яка наповнена «гіпнотичними синтезаторними лініями», у той час як вокал Шер обробляється за допомогою автоналаштування («Auto-Tune»), завдяки якому вона звучить як «втілення примарного інопланетянина». Наступний трек «Alive Again» описаний як «транс-гімн», а його тексти обертаються навколо співу Шер про «зламаний світ відносин, що розпалися». «Я тільки хочу навчитися відчувати дощ / Тоді, можливо, я зможу зупинити падіння листя / Я тільки хочу навчитися заморожувати полум'я / Я знаю, що знову буду жити», — співає вона під час приспіву. Третя пісня «Song for the Lonely» лірично «згадує 11 вересня» і звертається до таких тем, як героїзм, туга, хоробрість і наполегливість в ритмі дискотеки. У музичному плані у пісні відмовлено від електронних інструментів на користь чистішого і пристраснішого виконання. Наступний трек, «A Different Kind of Love Song» лірично натякає на теми трагедії, героїзму і братства, у той час як в музичному плані у ньому є «викриваючий приспів, свіжа мелодія і кітчеві продакшн-тики», у тому числі сильно оброблений через Auto-Tune вокал Шер.
П'ята пісня «Rain, Rain» — це «прикрашений» трек з «електронним бульканням і водним вокалом», в якому «слухачі можуть почути хрипкий вокал Шер». Наступна піснею — є «Love So High», в якій «футуристичні клавішні поєднуються з землистими акустичними гітарами». Сьомим треком, у міжнародній версії альбому, є «Body to Body, Heart to Heart» — пісня з іспанським впливом, написана Даян Воррен. Восьма пісня «Love Is a Lonely Place Without You» лірично несе тему «символу хоч і сильної, та очевидно самотньої жінки з розбитим серцем». У наступному треку «Real Love» «вокал, змінений комп'ютером, надає йому футуристичний вигляд». Десятий трек «Love One Another» — це «гімн» і «проникливе виконання» пісні, спочатку написаної співачкою Amber. 11-та пісня, у міжнародній версії альбому, «You Take It All» — це «альпійський брейкбіт», у той час як трек, який замінює її в американській версії, — «When You Walk Away», це ще один трек, написаний Воррен. Заключна композиція, кавер-версія на пісню Брюса Робертса «When the Money's Gone», являє собою «повітряний трек», в якому є «швидкі барабанні удари».

## Просування

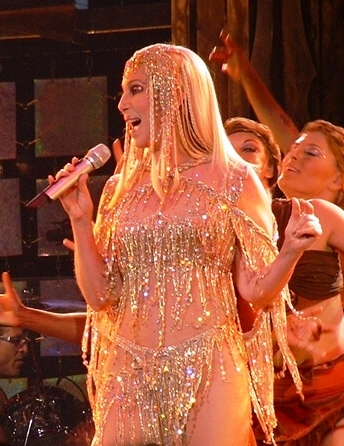
Шер під час виступу в рамках «Living Proof: The Farewell Tour» у 2004 році

Стартом маркетингу «Living Proof», стала поява Шер на німецькому телешоу «Wetten, dass ..?» 13 жовтня 2001 року, де вона виконала «The Music's No Good Without You». За цим відбулися виступи співачки з цією піснею на таких телепередачах, як «Top of the Pops», «Children in Need», «Parkinson», «Royal Variety Performance», «Sen kväll med Luuk», церемонії «Bambi Awards», «Premios Ondas» й інших. 3 січня 2002 року «BBC One» показала документальний фільм під назвою «Still Cher», де показано як Шер гастролювала Європою у 2001 році, просуваючи «Living Proof». Також Шер дала ряд виступів для просування релізу альбому в США. 9 січня 2002 вона відкрила церемонію вручення премії American Music Awards 2002 виконавши пісню «Song for the Lonely» в супроводі танцюристів, одягнувши світлу перуку. Вона також з'явилася на телепередачах «The Rosie O'Donnell Show», «The Tonight Show with Jay Leno», «The Oprah Winfrey Show», «Late Show with David Letterman» і «Divas VH1», просуваючи пісню. 2002 року Шер також заспівала «A Different Kind of Love Song» у комедійному серіалі «Will & Grace», де вона виступила в ролі Бога, як спеціальний гість в епізоді «AI: Artificial Insemination Part 2». Сингл також був виконаний під час 50-річчя музичного телепроєкту «American Bandstand».
У червні 2002 року Шер вирушила у свій п'ятий концертний тур під назвою «Living Proof: The Farewell Tour», який розпочався у Торонто. Спочатку планувалося, що тур складатиметься з 59 концертів по Північній Америці, але через велику популярність туру Шер у кілька разів розширила його, заради виступу у регіонах, де вона або ніколи не була, або не виступала довгий час. Ці гастролі дали можливість Шер виступити у нових країнах, включаючи її перший тур Новою Зеландією. За словами видання «Dakota Student», виступ Шер на майданчику Alerus Center у місті Гренд-Форкс, Північна Дакота, зібрав найбільшу вечірню аудиторією за всю її сольну кар'єру. Фінальний виступ відбувся в Лос-Анджелесі у квітні 2005 року після рекордних 325 концертів. Окрім успіху у критиків, «Living Proof: The Farewell Tour» мав ще й комерційний успіх. Він став найтривалішим концертним туром в Північній Америці і найприбутковішим туром сольного виконавця, на 325 концертах збори від нього склали близько 250 мільйонів доларів. Концерт, зіграний на майданчику American Airlines Arena у Маямі, Флорида, в листопаді 2002 року, транслювався телеканалом NBC в лютому 2003 року. Він привернув увагу близько 17 мільйонів глядачів і був удостоєний трьох премій «Primetime Emmy Awards». Концерт увійшов до DVD під назвою «The Farewell Tour», випущеного у 2003 році.

## Сингли
«The Music's No Good Without You» вийшла як провідний сингл альбому у всьому світі в листопаді 2001 року, за винятком США, де вона вийшла пізніше у 2002 році. Сингл мав успіх у Великій Британії, де посів восьму сходинку у UK Singles Chart, також цього часу Шер домоглася ще одного успіху у цьому чарті, вона потрапляла у «топ-10» протягом п'яти десятиліть поспіль. Пісні вдалося потрапити у «топ-10» в Канаді і Італії. Провідний американський сингл «Song for the Lonely» вийшов у березні 2002 року і посів 85 сходинку в чарті США Billboard Hot 100 і першу сходинку в чарті Dance Club Songs. Він також потрапив у «топ-20» в Канаді і у «топ-40» в Румунії.
«Alive Again» вийшла як третій і останній європейський сингл «Living Proof». Його комерційний відгук був обмеженим і досить слабким в європейських країнах, синглу вдалося посісти 27 сходинку в Німеччини і 80 сходинку у Швейцарії. «A Different Kind of Love Song», другий американський сингл, очолив Dance Club Songs і досяг 30 сходинки у чартах Adult Contemporary. Третіми і останніми американськими синглами стали «When the Money's Gone» / «Love One Another». «When the Money's Gone» очолив Dance Club Songs, а «Love One Another» взагалі не потрапив у чарт.

## Оцінки критиків
«Living Proof» отримав змішані відгуки музичних критиків. Майкл Паолетті з «Billboard» позитивно відгукнувся, заявивши, що після кількох прослуховувань запис показує, що він насправді краще, ніж його попередник «Believe». В аналогічному огляді газета «Post-Tribune» визнала, що альбом «повинен показати, наскільки Шер важлива в світі поп-музики». Бебі А. Гіл, автор журналу «The Philippine Star», назвала альбом «ще одним запальним танцювальним фестивалем», зазначивши при цьому, що спів Шер «повністю контрольований і знаходиться в кращій формі, ніж в її перші дні», назвавши його «чудовим прикладом» того, що час можна зупинити. Сел Чінквемані з журналу «Slant Magazine» загалом позитивно відгукнувся, зазначивши, що «кожен трек наповнений настільки заразними мелодіями, що їх потенціал хіта практично гарантований», у той час як навіть найслабші моменти альбому зберігають енергійний, клубний темп. Однак він також зазначив, що Шер «безсоромно переглядає свою доведену формулу хіта з такою палкою нескромністю, що важко повірити, що минуло три роки». Джим Фарбер з «Entertainment Weekly» дав позитивний відгук, попри те, що вокал Шер здавався йому «навіть більш опрацьованим, ніж її обличчя», але відзначив: «Але вона все ще справляє враження». Колм О'Хара з ірландського журналу «Hot Press» високо оцінив міжнародний провідний сингл альбому «The Music's No Good Without You», зазначивши, що в ньому використовується той же голосовий ефект з «Believe», і сказав, що «це майже друга частина „Believe“, яка доводить, що ніщо не дає такого успіху, як повторення».
Баррі Волтерс з «Rolling Stone» дав неоднозначний відгук, заявивши, що «Living Proof» «намагається змусити блискавку вдарити двічі в одне і те ж місце. […] На відміну від хауз-музики або сучасного R&B, дискотека Шер двадцять першого століття побудована на повністю продуманих піснях і детальних аранжуваннях, а студійне диво ще грандіозніше, ніж раніше», але також відчув, що йому «бракує ефекту несподіванки свого попередника». Керрі Л. Сміт з «AllMusic» назвав його «бадьорим танцювальним альбомом, що випромінює теплі почуття і відлуння звуків, які тримають вас в русі всю ніч», проте відзначив, що ударна сила альбому втрачає свій блиск, коли Auto-Tune трансформує «глибокий сексуальний голос» Шер, в «консервований діалект електронного робота». Джош Ріган з «Dotmusic» дав альбому чотири з 10 зірок, заявивши, що голос Шер в альбомі був «таким же сильним і самобутнім, як завжди», але «швидке і легке прослуховування, люб'язно надане такими компаніями, як Chicane і Stargate, означає, що цей випуск призначений суто для мам і тат». Газета «Dallas Morning News» поставила альбому оцінку «C», заявивши, що «Living Proof» налаштував себе на невдачу, «безсоромно» скопіювавши, а потім перестаравшись з формулою, яка зробила його попередника художньо і комерційно заразливим. В кінці огляду говорилося, що це був «„Believe-II“ без уяви, безтурботного духу, який зробив попередню роботу такою гарною». Альбом приніс Шер номінацію в категорії «Найкращий танцювальний запис» за пісню «Love One Another» на 46-й церемонії вручення премії «Греммі». Однак вона програла нагороду пісні Кайлі Міноуг «Come into My World».

## Комерційний успіх
У Великій Британії «Living Proof» дебютував на 46 сходинці в UK Albums Chart під час тижня тижня, що завершився 2 грудня 2001 року і залишався у цьому чарті протягом трьох тижнів. 23 листопада 2001 року альбом отримав золоту сертифікацію від Британської фонографічної індустрії (BPI) для випуску 100 000 копій. Він став восьмим альбомом Шер поспіль, який отримав як мінімум золоту сертифікацію у Великій Британії. В Австрії «Living Proof» дебютував і посів максимальну 19 сходинку, залишаючись в чарті альбомів всього п'ять тижнів. У Франції він досяг максимальної 53 сходинки у чарті під час тижня, датованого 24 листопада 2001 року. В Німеччині справи у «Living Proof» йшли значно краще: 3 грудня 2001 року він дебютував максимальною 13 сходинкою в
німецькому чарті. Після 11 тижнів перебування в чарті альбом отримав золоту сертифікацію від Bundesverband Musikindustrie (BVMI) для випуску 150 000 копій. В Австралії «Living Proof» дебютував на 68 сходинці в чарті ARIA станом на 3 грудня 2001 року. У Новій Зеландії альбом дебютував на 26 сходинці і провів всього тиждень у New Zealand Albums Chart.
У Сполучених Штатах «Living Proof» дебютував на 5 сходинці у чарті альбомів Billboard 200 з продажами за перший тиждень 82 000 копій, станом на 16 березня 2002 року. Це був найвищий дебют у чартах серед альбомів Шер, а також її третім альбом, що досяг такої високої позиції у чарті на той час. Альбом залишався в чарті 21 тиждень, що значно менше, ніж його попередник «Believe», який провів 79 тижнів в чарті Billboard 200. У підсумку він отримав золоту сертифікацію від Асоціації звукозаписної індустрії Америки (RIAA) для поставок понад 500 000 копій всередині країни. За даними Nielsen SoundScan, станом на грудень 2012 року в США було продано 520 000 копій «Living Proof». У Канаді альбом потрапив до чарту альбомів під 64 сходинкою під час тижня, що завершився 2 грудня 2001 року. Станом на грудень 2012 року було продано понад мільйон копій «Living Proof» в усьому світі.

## Трек-лист
| Living Proof – Міжнародне видання | Living Proof – Міжнародне видання    | Living Proof – Міжнародне видання               | Living Proof – Міжнародне видання | Living Proof – Міжнародне видання |
| #                                 | Назва                                | Автор                                           | Продюсер(и)                       | Тривалість                        |
| --------------------------------- | ------------------------------------ | ----------------------------------------------- | --------------------------------- | --------------------------------- |
| 1.                                | «The Music's No Good Without You»    | Шер Джеймс Томас Марк Тейлор Пол Беррі          | M. Тейлор Томас Джефф Тейлор      | 4:40                              |
| 2.                                | «Alive Again»                        | Ніколас Брейсгірдл Рей Хеджес Трейсі Акерман    | Chicane Хеджес                    | 4:18                              |
| 3.                                | «(This is) A Song for the Lonely»    | M. Тейлор Беррі Стів Торч                       | M. Тейлор                         | 4:01                              |
| 4.                                | «A Different Kind of Love Song»      | Йохан Аберг Мішель Льюїс Сігард Рознес          | Аберг Андерс Хенссон              | 3:50                              |
| 5.                                | «Rain, Rain»                         | Шеллі Пейкен Гай Роч                            | StarGate                          | 3:43                              |
| 6.                                | «Love So High»                       | Джон Капек Марк Джордан                         | Брюс Робертс Волліс і Чепмен      | 4:32                              |
| 7.                                | «Body to Body, Heart to Heart»       | Даян Воррен                                     | Тоні Моран                        | 3:59                              |
| 8.                                | «Love Is a Lonely Place Without You» | M. Тейлор Беррі Торч                            | M. Тейлор                         | 3:53                              |
| 9.                                | «Real Love»                          | Шер Тор Хермансен Міккел Еріксен Холгейр Рустан | Stargate                          | 3:55                              |
| 10.                               | «Love One Another»                   | Біллі Стейнберг Амбер Рік Новелс                | Новелс Вейн Родрігес Кріс Кокс    | 3:45                              |
| 11.                               | «You Take It All»                    | Стюарт Макленнан Брейсгірдл Браян Хіггінс       | Chicane Хіггінс                   | 4:53                              |
| 12.                               | «When the Money's Gone»              | Робертс Донна Вейсс                             | Робертс                           | 4:38                              |
| 50:17                             |                                      |                                                 |                                   |                                   |

| Living Proof – Бонус-треки японського видання | Living Proof – Бонус-треки японського видання | Living Proof – Бонус-треки японського видання | Living Proof – Бонус-треки японського видання | Living Proof – Бонус-треки японського видання |
| #                                             | Назва                                         | Автор                                         | Продюсер(и)                                   | Тривалість                                    |
| --------------------------------------------- | --------------------------------------------- | --------------------------------------------- | --------------------------------------------- | --------------------------------------------- |
| 13.                                           | «The Look»                                    | M. Тейлор Беррі                               | M. Тейлор                                     | 4:25                                          |
| 54:42                                         |                                               |                                               |                                               |                                               |

| Living Proof – Американське видання | Living Proof – Американське видання  | Living Proof – Американське видання | Living Proof – Американське видання | Living Proof – Американське видання |
| #                                   | Назва                                | Автор                               | Продюсер(и)                         | Тривалість                          |
| ----------------------------------- | ------------------------------------ | ----------------------------------- | ----------------------------------- | ----------------------------------- |
| 1.                                  | «Song for the Lonely»                | M. Тейлор Беррі Торч                | M. Тейлор                           | 3:21                                |
| 2.                                  | «A Different Kind of Love Song»      | Аберг Льюїс Рознес                  | Аберг Хенссон                       | 3:50                                |
| 3.                                  | «Alive Again»                        | Брейсгірдл Хеджес Акермен           | Chicane Хеджес                      | 4:18                                |
| 4.                                  | «The Music's No Good Without You»    | Шер Томас M. Тейлор Беррі           | M. Тейлор Томас Тейлор              | 4:40                                |
| 5.                                  | «Rain, Rain»                         | Пейкен Роч                          | Stargate                            | 3:43                                |
| 6.                                  | «Real Love»                          | Шер Херменсен Еріксен Рустан        | Stargate                            | 3:55                                |
| 7.                                  | «Love So High»                       | Капек Джордан                       | Робертс Волліс і Чепмен             | 4:32                                |
| 8.                                  | «Body to Body, Heart to Heart»       | Воррен                              | Моран                               | 3:59                                |
| 9.                                  | «Love Is a Lonely Place Without You» | M. Тейлор Беррі Торч                | M. Тейлор                           | 3:53                                |
| 10.                                 | «Love One Another»                   | Стейнберг Кремерс Новелс            | Новелс Родрігес Кокс                | 3:45                                |
| 11.                                 | «When You Walk Away»                 | Воррен                              | M. Тейлор                           | 4:21                                |
| 12.                                 | «When the Money's Gone»              | Робертс Вейсс                       | Робертс                             | 4:38                                |
| 49:05                               |                                      |                                     |                                     |                                     |

## Учасники запису
Перелік учасників запису вказаний згідно приміток у вкладиші альбому
- Шер — головний вокал, пісняр
- Трейсі Акерман — бек-вокал, пісняр
- Кларк Андерсон — бек-вокал
- Сью Енн Карвелл — бек-вокал
- Роб Дікінс — продюсер
- Чепмен — продюсер
- Джеймс Томас — пісняр
- Марк Тейлор — пісняр, продюсер
- Пол Беррі — пісняр
- Рей Хеджес — пісняр
- Стів Торч — пісняр
- Йохан Аберг — пісняр
- Мішель Льюїс — пісняр
- Сігард Рознес — пісняр
- Шеллі Пейкен — пісняр
- Гай Роч — пісняр
- Джон Капек — пісняр
- Марк Джордан — пісняр
- Брюс Робертс — продюсер
- Волліс і Чепмен — продюсери
- Даян Воррен — пісняр
- Біллі Стейнберг — пісняр
- Амбер — пісняр
- Рік Новелс — пісняр, продюсер
- Донна Вейсс — пісняр
- Стюарт Макленнан — пісняр
- Браян Хіггінс — пісняр, продюсер
- Андерс Хенссон — продюсер
- Stargate — пісняри, продюсери
- Тоні Моран — продюсер
- Вейн Родрігес — продюсер
- Кріс Кокс — продюсер
- Джефф Тейлор — продюсер
- Ерік Торенбург — інженер
- Ренді Він — інженер
- Нік Брейсгірдл — інженер, пісняр, продюсер
- Бйорн Енгелманн — мікшування
- Джері Хайден — артдиректор
- Беррі Гошко — артдиректор
- Мішель Левін — фотографування
- Кевін Окоїн — макіяж
- Серена Радаєлі — зачіска

## Чарти
| Країна/чарт (2001–02)           | Позиція |
| ------------------------------- | ------- |
| Австралія (ARIA)                | 68      |
| Австрія (Ö3 Austria)            | 19      |
| Канада (Billboard)              | 64      |
| Данія (Hitlisten)               | 38      |
| Європа (Top 100)                | 28      |
| Франція (SNEP)                  | 53      |
| Німеччина (Offizielle Top 100)  | 13      |
| Греція (IFPI Greece)            | 1       |
| Угорщина (MAHASZ)               | 11      |
| Італія (FIMI)                   | 27      |
| Нова Зеландія (RMNZ)            | 26      |
| Польща (ZPAV)                   | 62      |
| Шотландія (OCC)                 | 51      |
| Іспанія (PROMUSICAE)            | 17      |
| Швеція (Sverigetopplistan)      | 29      |
| Швейцарія (Schweizer Hitparade) | 16      |
| Велика Британія (OCC)           | 46      |
| США (Billboard 200)             | 9       |

| Країна/чарт (2002)  | Позиція |
| ------------------- | ------- |
| США (Billboard 200) | 196     |

## Сертифікації і продажі
| Регіон                                     | Сертифікація | Продано   |
| ------------------------------------------ | ------------ | --------- |
| Данія (IFPI Denmark)                       | Золото       | 10,000    |
| Німеччина (BVMI)                           | Золото       | 150,000^  |
| Іспанія (PROMUSICAE)                       | Платина      | 100,000^  |
| Швеція (GLF)                               | Золото       | 40,000^   |
| Швейцарія (IFPI Switzerland)               | Золото       | 20,000^   |
| Велика Британія (BPI)                      | Золото       | 100,000^  |
| США (RIAA)                                 | Золото       | 520,000   |
| Загалом                                    |              |           |
| Світ                                       | N/A          | 1,000,000 |
| ^цифри випуску на основі лише сертифікації |              |           |

## Історія релізу
| Регіон          | Дата              | Формат(и)                      | Видання    | Лейбл        | Прим.  |
| --------------- | ----------------- | ------------------------------ | ---------- | ------------ | ------ |
| Японія          | 6 листопада 2001  | CD                             | Стандартне | WEA          | [ 61 ] |
| Велика Британія | 19 листопада 2001 | CD цифрове завантаження касета | Стандартне | WEA          | [ 80 ] |
| Франція         | 20 листопада 2001 | CD касета                      | Стандартне | WEA          | [ 81 ] |
| Канаді          | 27 листопада 2001 | CD касета                      | Стандартне | WEA          | [ 82 ] |
| США             | 26 лютого 2002    | CD цифрове завантаження касета | Стандартне | Warner Bros. | [ 83 ] |